# Multiorgansvikt
Multiorgansvikt, flerorgansvikt eller multiorgandysfunktion innebär att funktionen i två eller flera organ i kroppen är störd på grund av bakomliggande diagnos. Patienters tillstånd med multiorgansvikt försämras hastigt och dödligheten är hög.